# 부평여자고등학교
부평여자고등학교(富平女子高等學校)는 대한민국 인천광역시 부평구 부평동에 있는 공립 고등학교이다.

## 학교 연혁
- 1981년 12월 31일 : 부평여자고등학교 설립인가(18학급)
- 1982년 3월 1일 : 초대 이건명 교장 취임
- 1982년 3월 6일 : 제1회 입학식(362명)
- 1985년 2월 14일 : 제1회 졸업식(359명)
- 2002년 6월 18일 : 지성관 준공
- 2007년 8월 24일 : 매화헌 개관
- 2012년 3월 12일 : 특수학급 설립 인가
- 2021년 3월 1일 : 그린스마트 미래교실 구축 학년형 공간 혁신
- 2022년 3월 1일 : 고교학점제 선진형 교과교실제 학교 공간 조성
- 2022년 3월 1일 : 도서관 공간혁신사업 완료, 지능형 과학실 구축
- 2023년 3월 1일 : 자율학교 지정(선진형 교과교실제)
- 2024년 1월 5일 : 제40회 졸업식(졸업생 169명, 누계 19,152명)
- 2024년 3월 1일 : 제16대 신용태 교장 취임
- 2024년 3월 1일 : 일반학급 23학급 + 특수학급 2학급(입학생 197명)

## 참고 자료
- 부평여자고등학교 - 한국교육학술정보원 학교알리미